# Campionati del mondo di winter triathlon del 2007
I Campionati del mondo di winter triathlon del 2007 (XI edizione) si sono tenuti a Flassin in Italia, in data 3 marzo 2007.
Tra gli uomini ha vinto il norvegese Arne Post. Tra le donne ha trionfato l'italiana Michela Benzoni.
La gara junior ha visto trionfare l'italiano Nicolas Jeantet e la norvegese Tuva Toftdahl.
Il titolo di Campione del mondo di winter triathlon della categoria under 23 è andato al russo Konstantin Lavrentyev. Tra le donne si è aggiudicata il titolo di Campionessa del mondo di winter triathlon della categoria under 23 l'italiana Germaine Roullet.
La squadra norvegese ha vinto la staffetta élite maschile e la staffetta junior maschile. Alla squadra tedesca è andata la staffetta élite femminile.
La squadra norvegese ha vinto la staffetta élite maschile. Alla squadra tedesca è andata la staffetta élite femminile.

## Risultati

### Élite uomini
| Pos. | Atleta                | Paese         | Corsa    | Bici     | Sci      | Totale   |
| ---- | --------------------- | ------------- | -------- | -------- | -------- | -------- |
|      | Arne Post             | Norvegia      | 00:25:29 | 00:42:29 | 00:28:13 | 01:38:05 |
|      | Siegfried Bauer       | Austria       | 00:26:58 | 00:40:48 | 00:28:58 | 01:38:45 |
|      | Nicolas Lebrun        | Francia       | 00:25:16 | 00:42:17 | 00:29:24 | 01:39:16 |
| 4    | Tomas Dolezal         | Rep. Ceca     | 00:26:56 | 00:41:20 | 00:29:30 | 01:39:31 |
| 5    | Alf Roger Holme       | Norvegia      | 00:26:46 | 00:42:18 | 00:29:23 | 01:40:16 |
| 6    | Oswald Weisenhorn     | Italia        | 00:27:03 | 00:41:38 | 00:29:36 | 01:40:19 |
| 7    | Heinz Planitzer       | Austria       | 00:25:36 | 00:43:06 | 00:30:50 | 01:41:15 |
| 8    | David Roderer         | Germania      | 00:25:56 | 00:42:39 | 00:31:06 | 01:41:49 |
| 9    | Jiri Zak              | Rep. Ceca     | 00:26:33 | 00:43:10 | 00:29:38 | 01:41:58 |
| 10   | Alessandro De Gasperi | Italia        | 00:25:16 | 00:43:20 | 00:31:43 | 01:42:36 |
| 11   | Pavel Brydl           | Rep. Ceca     | 00:25:18 | 00:45:26 | 00:30:23 | 01:43:00 |
| 12   | Victor Lobo           | Spagna        | 00:25:48 | 00:44:04 | 00:30:58 | 01:43:16 |
| 13   | Andreas Svanebo       | Svezia        | 00:25:54 | 00:44:56 | 00:30:50 | 01:43:41 |
| 14   | Othmar Brügger        | Svizzera      | 00:26:19 | 00:44:40 | 00:31:09 | 01:43:57 |
| 15   | Pavel Jindra          | Rep. Ceca     | 00:26:54 | 00:42:56 | 00:32:16 | 01:44:21 |
| 16   | Anton Steiner         | Italia        | 00:27:12 | 00:44:05 | 00:30:39 | 01:44:31 |
| 17   | Patrik Kuril          | Slovacchia    | 00:27:16 | 00:42:21 | 00:33:02 | 01:44:50 |
| 18   | Pavel Andreev         | Russia        | 00:26:28 | 00:46:50 | 00:30:01 | 01:45:09 |
| 19   | Ola G Bustad          | Norvegia      | 00:27:10 | 00:44:12 | 00:31:12 | 01:45:15 |
| 20   | Jørgen Nordskar       | Norvegia      | 00:25:42 | 00:45:31 | 00:32:29 | 01:45:18 |
| 21   | Rene Hordemann        | Germania      | 00:26:24 | 00:44:02 | 00:32:25 | 01:45:57 |
| 22   | Christoph Mauch       | Svizzera      | 00:26:12 | 00:44:51 | 00:33:02 | 01:46:32 |
| 23   | Daniel Antonioli      | Italia        | 00:25:46 | 00:44:36 | 00:35:17 | 01:47:42 |
| 24   | Joseph Brugger        | Svizzera      | 00:26:35 | 00:47:23 | 00:32:25 | 01:48:27 |
| 25   | Alexey Sorokoladov    | Russia        | 00:26:40 | 00:46:54 | 00:31:50 | 01:48:51 |
| 26   | Christian Frommelt    | Liechtenstein | 00:27:27 | 00:44:25 | 00:34:45 | 01:49:23 |
| 27   | Mike Kloser           | Stati Uniti   | 00:26:57 | 00:44:38 | 00:35:42 | 01:49:32 |
| 28   | Spencer Powlison      | Stati Uniti   | 00:28:27 | 00:45:40 | 00:33:30 | 01:49:54 |
| 29   | Tomas Jurkovic        | Slovacchia    | 00:28:14 | 00:46:12 | 00:34:54 | 01:51:16 |
| 30   | Walter Polla          | Italia        | 00:28:26 | 00:48:14 | 00:32:13 | 01:51:22 |
| 31   | Jean Claude Carrere   | Francia       | 00:27:01 | 00:49:32 | 00:32:15 | 01:51:40 |
| 32   | Brian Smith           | Stati Uniti   | 00:25:53 | 00:46:48 | 00:34:03 | 01:51:56 |
| 33   | Andrey Mishanin       | Russia        | 00:26:19 | 00:50:46 | 00:34:26 | 01:53:42 |
| 34   | Steeve Laurent        | Francia       | 00:26:34 | 00:50:51 | 00:33:57 | 01:54:20 |
| 35   | Nat Ross              | Stati Uniti   | 00:29:06 | 00:47:59 | 00:33:56 | 01:54:21 |

### Élite donne
| Pos. | Atleta                   | Paese       | Corsa    | Bici     | Sci      | Totale   |
| ---- | ------------------------ | ----------- | -------- | -------- | -------- | -------- |
|      | Michela Benzoni          | Italia      | 00:31:56 | 00:49:12 | 00:32:44 | 01:56:24 |
|      | Jutta Schubert           | Germania    | 00:31:13 | 00:48:53 | 00:34:52 | 01:57:08 |
|      | Camilla Hott             | Norvegia    | 00:32:14 | 00:52:00 | 00:32:38 | 01:59:37 |
| 4    | Gabi Pauli               | Germania    | 00:33:14 | 00:50:37 | 00:33:39 | 01:59:38 |
| 5    | Sarka Grabmullerova      | Rep. Ceca   | 00:30:48 | 00:53:11 | 00:34:37 | 02:00:28 |
| 6    | Anke Kullmann            | Germania    | 00:30:26 | 00:53:14 | 00:34:47 | 02:01:42 |
| 7    | Maria Kalnes             | Norvegia    | 00:33:12 | 00:54:13 | 00:33:07 | 02:02:47 |
| 8    | Marlies Penker           | Austria     | 00:28:33 | 00:51:10 | 00:39:41 | 02:03:00 |
| 9    | Yolanda Magallon Vallejo | Spagna      | 00:30:30 | 00:53:02 | 00:38:47 | 02:04:58 |
| 10   | Giuliana Lamastra        | Italia      | 00:32:27 | 00:54:14 | 00:36:56 | 02:06:28 |
| 11   | Gretche Reeves           | Stati Uniti | 00:32:30 | 00:52:47 | 00:40:45 | 02:09:02 |
| 12   | Katja Koivulahti         | Finlandia   | 00:36:33 | 00:54:54 | 00:42:56 | 02:15:22 |
| 13   | Heather Best             | Stati Uniti | 00:32:37 | 00:55:18 | 00:45:09 | 02:16:33 |

### Under 23 uomini
| Pos. | Atleta                | Paese      | Corsa    | Bici     | Sci      | Totale   |
| ---- | --------------------- | ---------- | -------- | -------- | -------- | -------- |
|      | Konstantin Lavrentyev | Russia     | 00:26:21 | 00:43:56 | 00:32:12 | 01:44:34 |
|      | Peter Viana           | Italia     | 00:26:59 | 00:47:00 | 00:32:14 | 01:48:11 |
|      | Jo T. Nordskar        | Norvegia   | 00:29:08 | 00:44:59 | 00:32:53 | 01:49:01 |
| 4    | Peter Mosny           | Slovacchia | 00:27:14 | 00:46:13 | 00:33:34 | 01:49:33 |
| 5    | Jan Francke           | Rep. Ceca  | 00:27:02 | 00:46:51 | 00:34:38 | 01:50:10 |
| 6    | Luis Lobo             | Spagna     | 00:26:45 | 00:47:36 | 00:33:29 | 01:50:13 |
| 7    | Lukas Hollaus         | Austria    | 00:26:56 | 00:48:08 | 00:34:07 | 01:51:29 |
| 8    | Robert Rassinger      | Austria    | 00:29:48 | 00:48:25 | 00:35:18 | 01:55:46 |
| 9    | Harald Nimmervoll     | Austria    | 00:29:08 | 00:52:57 | 00:33:33 | 01:58:21 |
| 10   | Christian Grath       | Germania   | 00:28:58 | 00:51:52 | 00:36:33 | 02:00:20 |
| 11   | Ivan Isakov           | Ucraina    | 00:29:38 | 00:55:22 | 00:39:10 | 02:07:31 |

### Under 23 donne
| Pos. | Atleta           | Paese      | Corsa    | Bici     | Sci      | Totale   |
| ---- | ---------------- | ---------- | -------- | -------- | -------- | -------- |
|      | Germaine Roullet | Italia     | 00:35:11 | 01:01:33 | 00:38:33 | 02:18:00 |
|      | Yuliya Barabash  | Russia     | 00:33:24 | 01:06:31 | 00:39:13 | 02:21:15 |
|      | Dagmar Mondlova  | Slovacchia | 00:39:45 | 01:12:04 | 00:43:44 | 02:39:09 |

### Junior uomini
| Pos. | Atleta             | Paese      | Corsa    | Bici     | Sci      | Totale   |
| ---- | ------------------ | ---------- | -------- | -------- | -------- | -------- |
|      | Nicolas Jeantet    | Italia     | 00:13:52 | 00:29:07 | 00:21:22 | 01:06:28 |
|      | Gjermund Nordskar  | Norvegia   | 00:13:07 | 00:30:53 | 00:21:59 | 01:07:58 |
|      | Mario Schädle      | Austria    | 00:14:49 | 00:29:52 | 00:23:14 | 01:10:14 |
| 4    | Matthias Waldhart  | Austria    | 00:14:44 | 00:29:15 | 00:24:42 | 01:10:48 |
| 5    | Sindre Buraas      | Norvegia   | 00:12:51 | 00:35:12 | 00:20:34 | 01:10:58 |
| 6    | Vegard F. Breen    | Norvegia   | 00:15:15 | 00:33:58 | 00:22:38 | 01:14:18 |
| 7    | Alex Ascenzi       | Italia     | 00:13:40 | 00:33:16 | 00:24:47 | 01:14:32 |
| 8    | Julian Langer      | Austria    | 00:14:46 | 00:31:53 | 00:25:32 | 01:14:32 |
| 9    | Benoit Chanal      | Francia    | 00:14:43 | 00:33:18 | 00:24:06 | 01:14:43 |
| 10   | Rudy Molard        | Francia    | 00:15:04 | 00:33:10 | 00:24:46 | 01:15:18 |
| 11   | Jozef Tomasovic    | Slovacchia | 00:15:10 | 00:32:40 | 00:27:19 | 01:18:00 |
| 12   | Mattia Therisod    | Italia     | 00:15:47 | 00:35:46 | 00:27:39 | 01:22:09 |
| 13   | Aggelos Valtadoros | Grecia     | 00:15:57 | 00:36:50 | 00:26:47 | 01:23:11 |
| 14   | Vasilis Kanoutas   | Grecia     | 00:14:41 | 00:38:09 | 00:28:49 | 01:24:51 |
| 15   | Athauxsios Boumpas | Grecia     | 00:15:06 | 00:39:03 | 00:31:01 | 01:28:46 |

### Junior donne
| Pos. | Atleta           | Paese      | Corsa    | Bici     | Sci      | Totale   |
| ---- | ---------------- | ---------- | -------- | -------- | -------- | -------- |
|      | Tuva Toftdahl    | Norvegia   | 00:14:47 | 00:35:20 | 00:24:16 | 01:16:43 |
|      | Elisabeth Sveum  | Norvegia   | 00:17:23 | 00:38:28 | 00:25:32 | 01:23:55 |
|      | Angelika Perfler | Austria    | 00:17:04 | 00:38:38 | 00:26:41 | 01:25:03 |
| 4    | Monika Kadlecova | Slovacchia | 00:19:01 | 00:43:02 | 00:29:08 | 01:33:36 |

## Medagliere
| Pos. | Paese      | Oro | Argento | Bronzo |   |
| ---- | ---------- | --- | ------- | ------ | - |
| 1    | Italia     | 3   | 1       | 0      | 4 |
| 2    | Norvegia   | 2   | 2       | 2      | 6 |
| 3    | Russia     | 1   | 1       | 0      | 2 |
| 4    | Austria    | 0   | 1       | 2      | 3 |
| 5    | Germania   | 0   | 1       | 0      | 1 |
| 6    | Francia    | 0   | 0       | 1      | 1 |
| 6    | Slovacchia | 0   | 0       | 1      | 1 |

## Staffetta

### Élite uomini
| Pos. | Atleta                                        | Paese    | 1 frazione | 2 frazione | 3 frazione | 4 frazione | Totale   |
| ---- | --------------------------------------------- | -------- | ---------- | ---------- | ---------- | ---------- | -------- |
|      | Jørgen Nordskar Alf Roger Holme Arne Post     | Norvegia | 00:32:35   | 00:31:23   | 00:30:13   | n/a        | 01:34:10 |
|      | Rene Hordemann David Roderer Benjamin Sonntag | Germania | 00:33:02   | 00:30:59   | 00:30:18   | n/a        | 01:34:19 |
|      | Heinz Planitzer Werner Uran Sigi Bauer        | Austria  | 00:32:15   | 00:32:28   | 00:31:22   | n/a        | 01:36:05 |

### Élite donne
| Pos. | Atleta                                           | Paese    | 1 frazione | 2 frazione | 3 frazione | 4 frazione | Totale   |
| ---- | ------------------------------------------------ | -------- | ---------- | ---------- | ---------- | ---------- | -------- |
|      | Jutta Schubert Gabi Pauli Sigrid Mutscheller     | Germania | 00:37:31   | 00:38:32   | 00:35:42   | n/a        | 01:51:45 |
|      | Camilla Hott Johansen Maria Kalnas Tuva Toftdahl | Norvegia | 00:37:53   | 00:38:05   | 00:36:34   | n/a        | 01:52:32 |
|      | Marlies Penker Angelika Perfler Carina Wasle     | Austria  | 00:37:46   | 00:42:04   | 00:36:55   | n/a        | 01:56:45 |

### Junior uomini
| Pos. | Atleta                                          | Paese    | 1 frazione | 2 frazione | 3 frazione | 4 frazione | Totale   |
| ---- | ----------------------------------------------- | -------- | ---------- | ---------- | ---------- | ---------- | -------- |
|      | Sindre Buraas Vegard F. Breen Gjermund Nordskar | Norvegia | 00:33:05   | 00:36:17   | 00:33:05   | n/a        | 01:42:27 |
|      | Julian Langer Matthias Waldhart Mario Schädle   | Austria  | 00:37:24   | 00:35:35   | 00:36:17   | n/a        | 01:49:16 |
|      | Alex Ascenzi Mattia Therisod Nicolas Jeantet    | Italia   | 00:37:14   | 00:37:43   | 00:34:43   | n/a        | 01:49:42 |